# Elice
Elice là một đô thị thuộc tỉnh Pescara trong vùng Abruzzo Ý. Đô thị này có diện tích 14 km², dân số năm 2001 là 1731 người. Các làng trực thuộc: Castellano, Colle d'Odio, Collina, Madonna degli Angeli, Quattro Strade, Sant'Agnello. Các đô thị giáp ranh gồm: Atri (TE), Castilenti (TE), Città Sant'Angelo, Collecorvino, Penne, Picciano.